# Port-lincolnparkiet
De port-lincolnparkiet (Barnardius zonarius) is een vogel behorende tot de familie van de Psittaculidae (papegaaien van de Oude Wereld), meer specifiek tot het geslacht Barnardius.

## Kenmerken
De port-lincolnparkiet heeft een lichaamslengte tussen de 32,5 en 37 centimeter, het is daardoor een middelgrote papegaai. Kenmerkend is de lange, trapsgewijs spits toelopende staart.

## Voortplanting
Het vrouwtje legt vier tot vijf eieren.

## Taxonomie
Deze soort staat op de IOC World Bird List als één soort die verdeeld is in vijf ondersoorten. Vroeger werden meer ondersoorten onderscheiden en was de soort ook nog eens gesplitst in twee soorten, de barnardparkiet en de port-lincolnparkiet.

## Verspreiding en leefgebied
B. z. barnardi (barnardparkiet) komt voor in het zuidoosten van Australië. Deze ondersoort heeft meer contrast waarbij opvalt een rood vlekje boven de snavel, een gele halsband en een blauwe mantel.
B. z. parkeri komt voor in noordoostelijk Zuid-Australië en zuidwestelijk Queensland. Deze ondersoort is nieuw beschreven in 2016.
B. z. macgillivrayi komt voor in het oosten van het Noordelijk Territorium en het noordwesten van Queensland. Deze ondersoort werd als een ondersoort beschouwd van de barnardparkiet. Deze ondersoort is het minst contrastrijk van de vier, want overwegend groen gekleurd.
B. z. semitorquatus komt voor in het zuidwesten van West-Australië. Dit is een contrastrijke ondersoort met een rode vlek boven de snavel en verder een donkerblauwe keel. De rest van de kop is donkerbruin, waardoor de kop als geheel zeer donker oogt. De ondersoort bereikt ook de grootste lengte.
B. z. zonarius komt voor van de rest van West-Australië tot Midden- en Zuid-Australië. Bij deze soort ontbreekt de rode vlek boven de snavel.
De port-lincolnparkiet komt voor een in groot aantal landschapstypen met zowel bos als scrubland, maar ook in parken en tuinen. De ondersoort B. z. macgillivrayi heeft voorkeur voor bos in de buurt van waterlopen, maar voor alle vormen geldt dat het vogels zijn van overgangsgebieden tussen bos en open landschap met water en struikgewas.

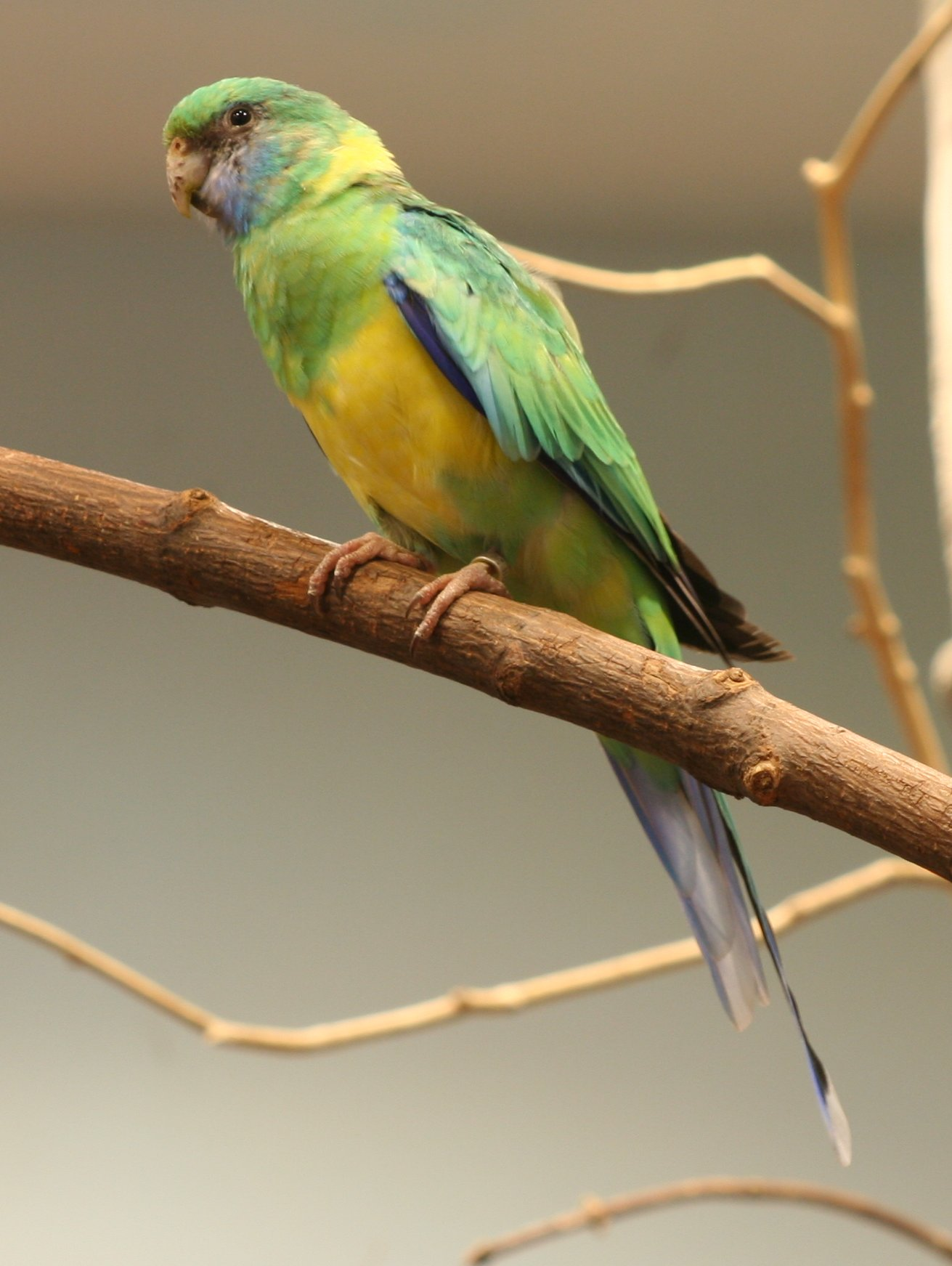
B. z. macgillivrayi
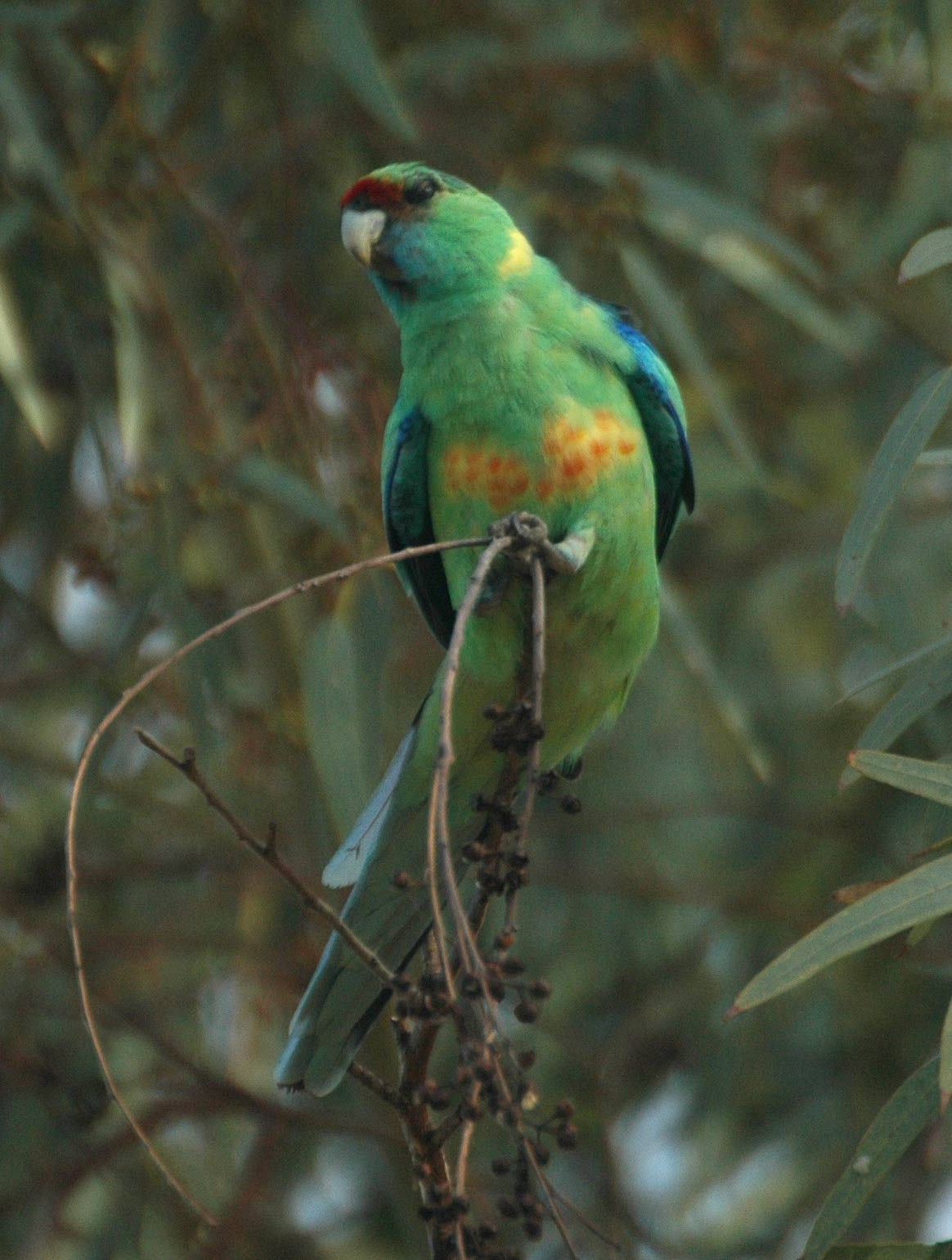
B. z. barnardi
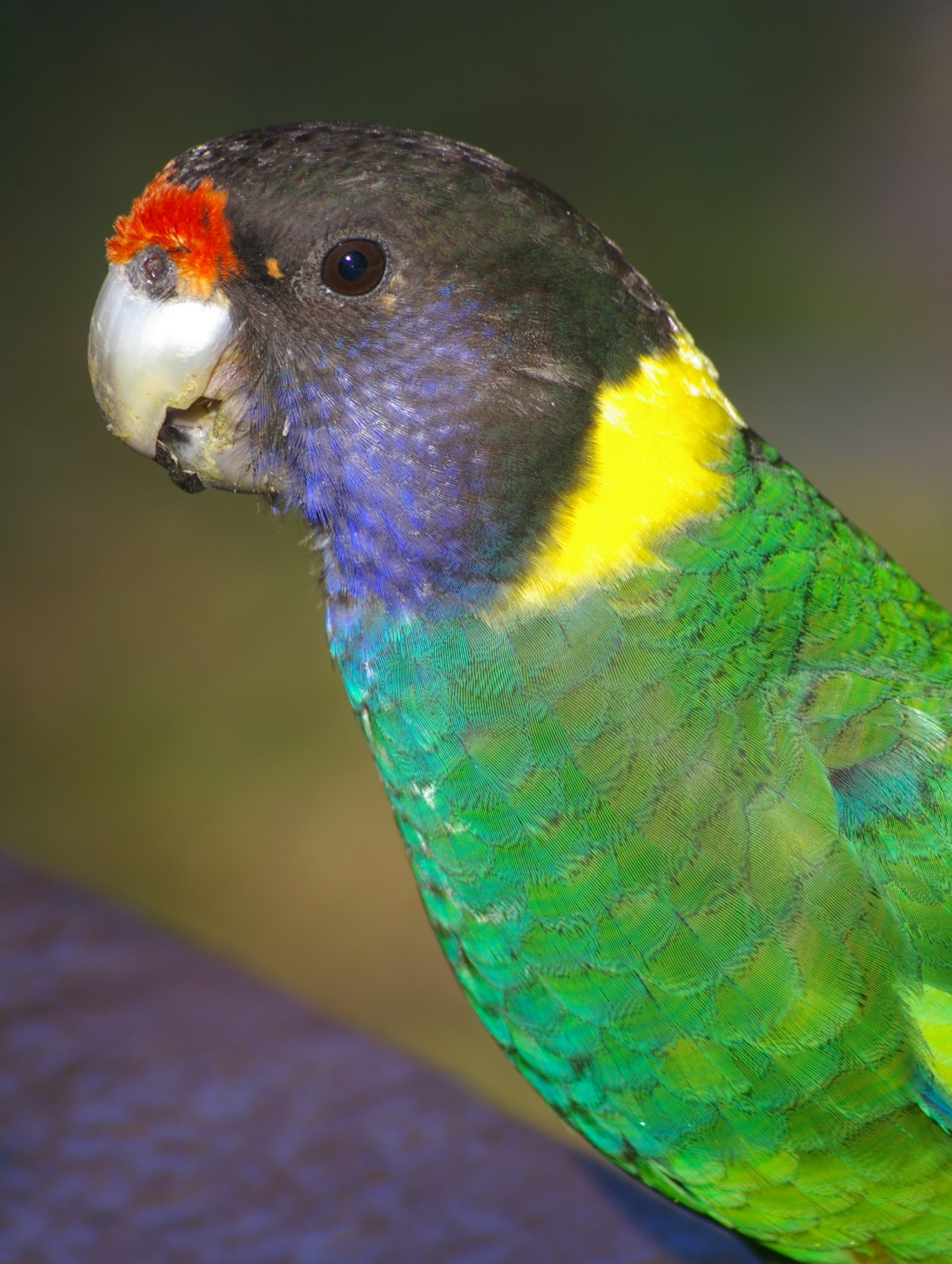
B. z. semitorquatus
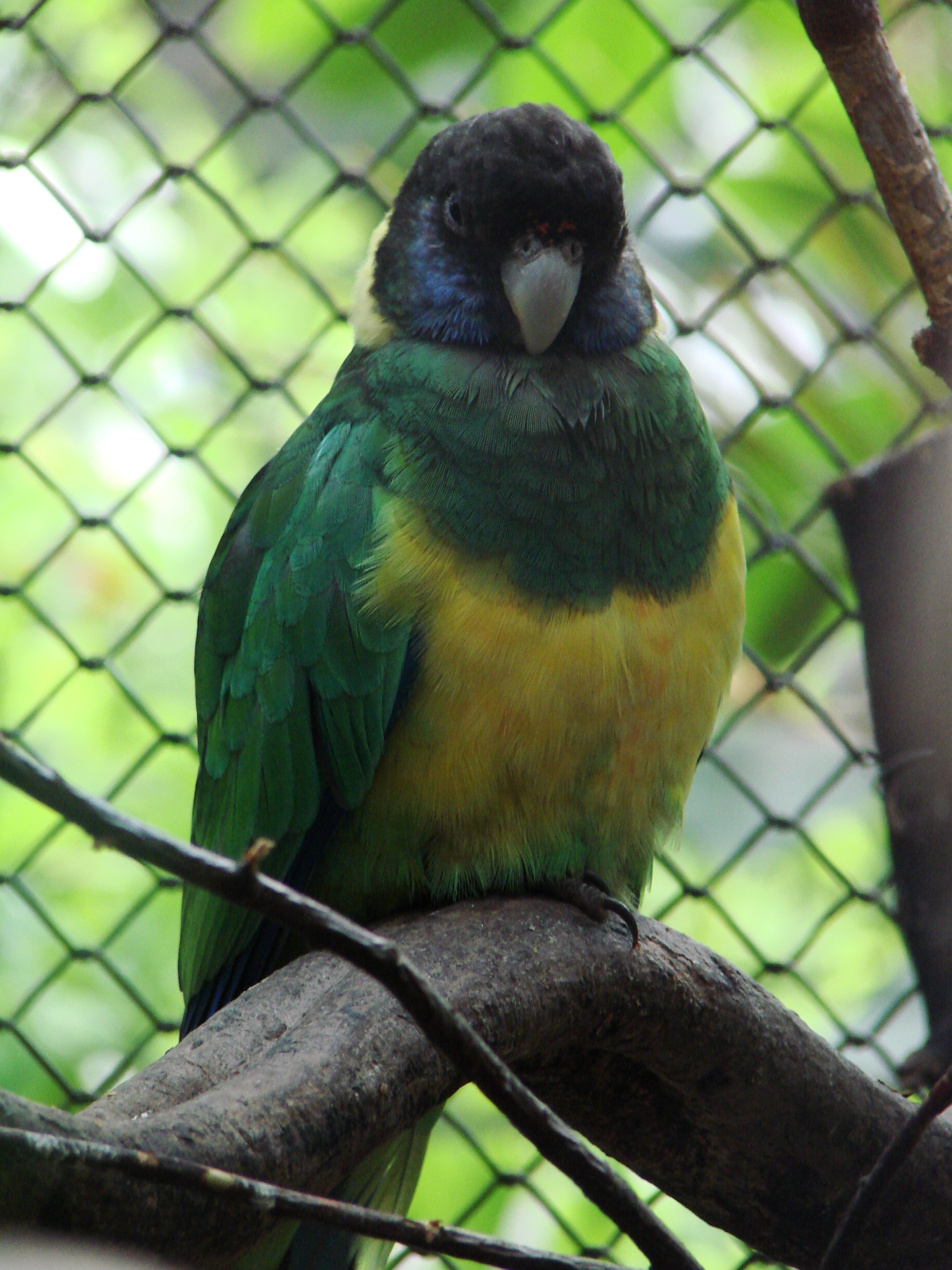
B. z. zonarius

## Status
De port-lincolnparkiet heeft een enorm groot verspreidingsgebied en daardoor alleen al is de kans op uitsterven uiterst gering. De grootte van de totale populatie is niet gekwantificeerd en neemt plaatselijk toe. Om deze redenen staat deze parkiet als niet bedreigd op de Rode Lijst van de IUCN.